# Ка Гвидо (Пезаро и Урбино)
Ка Гвидо је насеље у Италији у округу Пезаро и Урбино, региону Марке.
Према процени из 2011. у насељу је живело 18 становника. Насеље се налази на надморској висини од 279 м.